# Вольский, Борис Алексеевич
Бори́с Алексе́евич Во́льский (3 ноября 1903, Российская империя — 1969, СССР) — деятель советского кинематографа, звукооператор. Заслуженный работник культуры РСФСР (1967).

## Биография
19 октября (3 ноября) 1903 года. В 1923 году окончил Киевскую государственную консерваторию, в течение 1923—1930 преподавал в музыкальной школе в Киеве. С 1931 года — звукооформитель на московской кинофабрике «Союзкино» (впоследствии — «Мосфильм»), затем звукооператор. Заслуженный работник культуры РСФСР.

## Фильмография
- 1932 — Властелин быта — звукооформитель
- 1935 – Карьера Фиалкина – звукооформитель
- 1936 — Родина зовёт — звукооформитель
- 1936 — Тринадцать — звукооформитель
- 1937 — Каро — звукооформитель
- 1938 — Александр Невский — звукооформитель (совм. с В. Поповым)
- 1939 — Золотой ключик — звукооформитель (совм. с Ю. Певзнером)
- 1939 — Ленин в 1918 году — звукооформитель
- 1939 — Ошибка инженера Кочина — звукооформитель
- 1940 — Кино за 20 лет — звукооператор
- 1940 — На путях — музыкальный оформитель
- 1942 — Машенька — музыкальный оформитель (из произв. А. Глазунова)
- 1942 — Секретарь райкома — музыкальный оформитель
- 1943 — Во имя Родины — звукооформитель
- 1944 — Иван Грозный (I я серия) — звукооператор (совм. с В. Богданкевичем)
- 1945 — Иван Грозный (II я серия, сказ второй «Боярский заговор») — звукооператор (совм. с В. Богданкевичем)
- 1946 — Каменный цветок — звукооператор (совм. с Э. Форманеком)
- 1948 — Три встречи — звукооператор
- 1949 — Падение Берлина — звукооператор
- 1951 — Большой концерт — звукооператор
- 1951 — Незабываемый 1919-й — звукооператор
- 1953 — Великий воин Албании Скандербег — звукооператор
- 1954 — Ромео и Джульетта — звукооператор
- 1955 — Отелло — звукооператор
- 1957 — Рассказы о Ленине — звукооператор
- 1957 — Урок истории — звукооператор (совм. с М. Андреевым)
- 1959 — В нашем городе — звукооператор
- 1959 — Нормандия — Неман — звукооператор
- 1960 — Пять дней, пять ночей — звукооператор
- 1961 — Девять дней одного года — звукооператор
- 1962 — Большая дорога — звукооператор
- 1964 — Секрет успеха — звукооператор
- 1965 — Они не пройдут — звукооператор
- 1966 — Девочка на шаре — звукооператор
- 1966 — Шуточка — звукооператор
- 1968 — Встречи на рассвете — звукооператор
- 1969 — Сюжет для небольшого рассказа — звукооператор